# Pachydota striata
Pachydota striata är en fjärilsart som beskrevs av Paul Dognin 1893. Pachydota striata ingår i släktet Pachydota och familjen björnspinnare. Inga underarter finns listade i Catalogue of Life.